# Hugo Balzer
Hugo Philipp Balzer (* 17. April 1894 in Meiderich; † 3. April 1985 in Hösel) war ein deutscher Dirigent.

## Leben
Balzer studierte an den Konservatorien in Duisburg und Köln. Er wirkte als Kapellmeister zunächst in Koblenz und Essen. 1929 ging er als Generalmusikdirektor nach Freiburg im Breisgau und 1933 in gleicher Stellung nach Düsseldorf. Unter dem Kulturdezernenten Horst Ebel war er 1934 an der Gründung und im Januar 1935 an der feierlichen Eröffnung des Robert-Schumann-Konservatoriums beteiligt. Das Konservatorium bezog die Villa Hüllstrung in der Inselstraße 27, in der bis 1938 die SA-Standarte 39 „Schlageter“ ihren Sitz hatte. Am 1. Dezember 1937 beantragte Balzer die Aufnahme in die NSDAP und wurde rückwirkend zum 1. Mai desselben Jahres aufgenommen (Mitgliedsnummer 5.973.664). 1939 wurde er am Konservatorium zum Professor ernannt; zusätzlich wurde ihm die Leitung der Lehranstalt übertragen. Als Leiter der Düsseldorfer Symphoniker „verfolgte Hugo Balzer eine opportunistische Programmpolitik, und das Orchester war zentraler Klangkörper bei den Reichmusiktagen 1938 und 1939.“ Seit 1946 war Balzer als Gastdirigent in Oper und Konzert vorwiegend in romanischsprachigen Ländern (Spanien, Italien, Brasilien) unterwegs, wobei er frühere Kontakte aktivierte. In seiner Düsseldorfer Zeit war er an mehreren Uraufführungen von Opern wie Enoch Arden oder Der Möwenschrei und Die Hexe von Passau, beide von Ottmar Gerster, beteiligt. 
Um 1935 hatte der Bildhauer Fritz Moselage (1881–1955) im Auftrag der Stadt dem Generalmusikdirektor und Gründer des Konservatoriums eine Bronzebüste geschaffen. 1981 übergab das Stadtmuseum der Robert Schumann Hochschule die Büste Balzers, welche bis 2009 im Foyer des Unterrichtgebäudes stand.